# 世界の中心、針山さん
『世界の中心、針山さん』（せかいのちゅうしん はりやまさん）は成田良悟が著し、ヤスダスズヒトとエナミカツミがイラストを担当するライトノベル作品。『電撃hp』で連載、電撃文庫（メディアワークス）より刊行。

## 概要
雑誌掲載時にはそれぞれ短編として発表されている。それらが単行本化される際に、全く無関係のようであった短編が、単行本での書き下ろし短編によって一つの長編としても纏められる形態をとっている。そのため個別の短編作品とした場合、『拝啓、光の勇者様』ようにバッドエンドで終了している作品もある。
著者の他作品が全て世界観を共有しているのに対し、本作のみが完全に独立した世界観と明言されており、他作品のワードや登場人物、設定などが一切登場しない。

## あらすじ
埼玉県所沢市にすむ針山真吉は超能力者でもなんでもないただの凡人であるが、なぜか彼の周りでは奇妙な事件が起こる。彼はそれぞれの事件においては脇役に過ぎないが、彼はまったく方向性の違うさまざまな事件に巻き込まれる。まるで彼が世界の中心であるかのように……。

## 各話のストーリー

### 一巻
としれじぇ（電撃hp Vol.31号掲載）
ジャンル《都市伝説》
赤神瑠流が一二三夢羽のアパートへ行くとベッドの下に斧を持った男がいるのに気がついた。彼女はさまざまな手段で夢羽をアパートの外に出そうとするが、彼は外に出ようとしない。瑠流は彼の様子がおかしいことに気がつく。
魔法少女893号（電撃hp Vol.33号掲載）
ジャンル《魔女っ娘》
魔法の国の牢獄から脱獄し、所沢の小規模ヤクザ・阿弥陀組の邸宅に屋根を突き破って落ちてきた魔法少女。それをきっかけに、彼女は阿弥陀組の客人としてそこで暮らすことになる。
拝啓、光の勇者様（電撃hp Vol.34掲載）
ジャンル《デンセツノユウシャ》
ある日、小さな島の高校生の磯島マヤは同級生の雑魚島将馬に自分が勇者であると告げ、行方をくらました。その後、将馬の周りの人物が次々と「自分は勇者である」と主張を始める。
奇跡の中心、針山さん
ジャンル《メドレー》
阿弥陀組の管理する倉庫に魔法の杖を取り戻すべく忍び込んだ魔法の国の役人たち。そこで彼らは監禁されていた斧男を発見し、治癒魔法をかける。だが、切断された杖を用いた魔法は斧男を異常な治癒力を持つ怪物に変えてしまった。斧男は丸跋組の殺し屋たちに斬りかかり、さらに再会した将馬とマヤに襲い掛かる。その後阿弥陀組に保護されたマヤはサマーとともに針山真吉の車で、針山家に向かうこととなる。

### 二巻
としれじぇ2　〜たくしぃえれじぃ〜（電撃hp Vol.39掲載）
ジャンル《都市伝説2》
あるタクシー運転手がルルとムーを駅まで乗せ、彼らからタクシー強盗にまつわる怪談を聞く。その後彼はジョン＝デルタの三人組を乗せるが、彼らは目的地（針山宅）の1kmほど手前で突然車を降りてしまう。その直後に彼は小学生の少女を乗せるが、その少女はタクシーの運転手を何人も殺してきた悪霊だった。
37564人目の悲劇（電撃hp Vol.36掲載）
ジャンル《雑魚戦闘員》
特撮ヒーロー物にありがちな悪の秘密結社「クロック」の下級戦闘員・No.37564は、怪人よりもヒーローよりも強く巨大ロボットを素手で倒すほどの力がありながら、自分の強さに実感を持てずにいた。
THE DON'T OF THE DEAD（電撃hp Vol.43掲載）
ジャンル《ゾンビ》
白帽子をかぶった殺し屋は、ある夜、いつも散歩をしている霊園で、「呪学士」を名乗る少年とであい、死霊術師とのゾンビを使った戦いに巻き込まれる。
柏木クロスの真っ赤な死
ジャンル《戦隊ヒーロー》
No.37564に投げ飛ばされ、針山真吉の運転する自動車に墜落した「撃滅戦隊ジェノサイダー」のレッドこと柏木十字架。警察から釈放された後に真吉に謝りにいき、そこで真吉に誘われて、針山神夜、銀島サマー、時平有紀とともに西武園ゆうえんちに行く事になる。だが西武園のジャイロタワーからクロックの怪人とジェノサイダーが戦っているのを目撃した彼は、仲間のジェノサイダーたちに合流しようとする。そして彼は、ジェノサイダーの「博士」に自分の正体を気づかされ、さらに仲間であったジェノサイダーたちに殺されてしまう…。

## 登場人物

### 針山家
針山 真吉（はりやま しんきち）
童顔ではあるがスタイルバッチリの妻と小学生の息子、高校生の娘を持つ四人家族の主。眼鏡以外に特徴のない「憎めない顔」というものを突き詰めた相貌をしている。職業はグラフィックデザイナーで、仕事では幅広く活躍しているが、それ以外ではまったくの凡人。
しかしまったくの凡人であるにもかかわらず、彼は方向性の違うさまざまな事件に脇役の一人として巻き込まれる。その関係で、魔法少女やヤクザ、人気歌手、勇者、魔王、忍者、ドラゴン、霊能力者、変身ヒーローなどの尋常でない人脈を持つ。
度重なる異常事態への慣れからか、危機的状況に巻き込まれても至って冷静。
針山 神夜（はりやま しんや）
針山真吉の息子。私立所沢祭媛小学校6年1組。人懐っこい性格をしている。
針山 深冬（はりやま みふゆ）
針山真吉の娘。冷めた性格で、無愛想。瑠流や夢羽と同じ学校で同学年（クラスは違う）。涙もろい。
針山家の妻
下の名前は不明。美人で童顔。

### としれじぇ
赤神 瑠流（あかがみ るる）
高校二年生。針山真吉の娘の隣のクラス。一二三夢羽とは友達以上恋人未満。夢羽には「ルル」と呼ばれている。
一二三 夢羽（ひふみ むう）
高校二年生。赤神瑠流のクラスメイト。アパートに暮らしている。瑠流には「ムー」と呼ばれている。
偽りの斧男
瑠流に振られたことがきっかけで、夢羽のアパートで待ち伏せをし斧で瑠流と夢羽を殺そうと考える。
斧男
連続殺人犯。
角刈りの男
ヤクザ。妹であるアイドル・箕原キマリとは迷惑がかからないように縁を切ってあるが、部屋中に彼女のポスターを貼ってある。
後に阿弥陀組の組員で、芝里という名前であることが明らかになる。

### 魔法少女893号
サマー 〜魔法少女〜
魔法の国から脱獄した魔法少女。極端に影響を受けやすい魂を持っており、アニメや漫画の魔法少女と自分を同一視している。以前針山家をゴキブリ退治のために魔法で吹き飛ばしたことがあり、そのためにもともとの名前は消去され、代わりに囚人として、893号という番号がつけられた。そののちに脱走、阿弥陀組の屋敷に墜落する。『サマー』という名前は奥様は魔女のサマンサから阿弥陀組の組員がつけたもの。サマー＝夏から『なっちゃん』と呼ぶ組員も。
実は魔法の国の研究者が研究のために、魔法で作り上げた存在。
銀島の養女となった後に、私立所沢祭媛小学校6年1組に転入する。クラスメイトに、針山神夜や時平有紀がいる。
ティス
サマーが魔法の国からつれてきた魔法生物。子犬大の大きさをしたぬいぐるみ風の蟷螂の姿をしている。
どうやら、かつては普通のカマキリだった彼を、当時のサマーが魔法でこのような姿にしたらしい。意外と常識人。
銀島（ぎんじま）
阿弥陀組の若頭。かつては東京の大きな組に所属し、その執念深さから「怨霊」とあだ名されていた。恵美と婚約し堅気になることを決意し、それを機にサマーを養女にする。
恵美（めぐみ）
阿弥陀組の姐さん。阿弥陀組組長の血縁者。
魔法の国の役人
魔法の国の法をつかさどる役人。上司の「法務官」（男性）と部下の「刑務官」（女性）がいる。魔法の国にはほとんど犯罪がないので、平和ボケしている。
赤ニット・青ニット
丸跋組が銀島を殺すために雇った殺し屋。
二人は兄弟であり、赤ニットが兄、青ニットが弟。軽薄な口調でカッとなりやすい兄に対して、弟の青ニットは冷静。
赤ニットの本名は赤にちなんだ、青ニットは青にちなんだものらしい。

### 拝啓、光の勇者様
雑魚島 将馬（ざこじま しょうま）　〜魔王・闇の勇者〜
光島の高校生であり、マヤの同級生であり幼馴染。日本海溝を調べる研究をしていた大学生が生んだ捨て子であったため、光島の住人で唯一彼らの祖となった37人の血を引いていない。マヤの父親に襲われ、逆に刺し殺したことにより光島から「闇」として狙われることになる。光島を出た後は、針山家の隣のアパートに移り住む。
その後マヤと再会し、光島と戦い続けることを決意する。
磯島 マヤ（いそじま まや）　〜光の勇者〜
光島の高校生であり、将馬の同級生であり幼馴染。光島の「声」を聞き、ナームバージャの神託戦士として闇を祓う旅に出る。
神主
マヤの父親。将馬に島の成り立ちについて伝え、将馬が「闇」として勇者に殺されれば、光島の勇者たちの役目は終わり、マヤが元に戻るとして、光島に将馬を敵であると認識させるために将馬に殺されようとする。

### としれじぇ2 〜たくしぃえれじぃ〜
運転手
怖い話が苦手なタクシーの運転手。幽霊の少女に殺されそうになる。
コダマ 〜霊能者〜
ジョン＝デルタのボーカルの少女。霊が見える。大変に魅力的な声の持ち主。
ストレーガ 〜霊能者〜
ジョン＝デルタのメンバーで、作曲を担当。黒人の大男。四六時中野太い笑い声をあげている。霊などが見え、さらにそれらと会話ができるようである。彼によると、針山さんには「人間とドラゴンと宇宙人の霊と、魚顔の妖精と、なんだかよくわからない触手とネジが絡み合ったような化け物」が憑いているらしい。
クラリタス
ジョン＝デルタのメンバー。作詞を担当する白人。霊などは見えないらしいが、他人の相が見えるらしい。なお、十万以上の平行世界にいる自分と知識を共有しているらしい。ちなみに、平行世界の彼の中には霊能力の有無を測るテストを作ったり、神の悪夢の泡について提唱しているものがいるらしい。
少女 〜幽霊〜
偽タクシー運転手に殺され、多摩湖近辺に死体を埋められた女の子の霊。

### 37564人目の悲劇
No.37564 〜雑魚戦闘員〜
「クロック」の雑魚戦闘員。過去にいくつもの悪の組織に捕まり、計4回体をさまざまな方法で雑魚戦闘員に改造された過去を持ち、ヒーローよりも強い。しかし、彼自身が自分の力で得た力ではないので、彼はその力に対して自信を持てないでいる。
クラリタスによると、彼は世界に存在するあらゆるものに存在する死・滅び・敗北などに対する反動であり、決して何が起ころうと滅びることはなく、いかなる存在にも勝つことができる無敵の存在である。前述の改造を重ねて受けていたのも、彼が敗れることになった可能性に対して、自然にそれに打ち勝つ準備が現象として働いた結果である。
モデルは著者が高校時代に書いた『僕が考えた最強キャラ』が基になっており、成田作品最強の存在と設定されている（『バッカーノ!』のクレアやロニー、『デュラララ!!』の平和島静雄、『ヴぁんぷ!』のホーキングを超える）。
シルク・シックル（No.13871） 〜怪人〜
「クロック」の元女性戦闘員で、ハナカマキリの怪人に昇進する。No.37564の強さを知ったうえで、恐怖を抱かず普通に接した数少ない人物。
時平 有紀（ときひら ゆうき）　〜ある日の暴君・悪の秘密結社総統〜
「クロック」の総統であり、「ある日の暴君（ワン・デイ・タイラント）」を名乗る。私立所沢祭媛小学校6年1組に在籍している。クロックの前総統であった父親から知識と洗脳能力、そして総統の地位を引き継ぐ。ちなみに「クロック」のシンボルマークは(時平有紀として)針山真吉にデザインしてもらったもの。
No.29182
「クロック」の雑魚戦闘員。No.37564にあこがれている。クロックの本拠地がジェノサイダーに壊滅させられたときに生き残った。

### THE DON'T OF THE DEAD
真白（ましろ） 〜殺し屋〜
「生ぬるいこと」を嫌う女の殺し屋。殺しをするときは、徹底的にビジネスライクに徹するか、激しい怒りにまかせる、というのが信条。
グレイとレインを支配下においた後、自分の体温を嫌い、二人の力でゾンビになる。
赤ニット・青ニットの姉。
グレイ 〜死霊術師〜
死体をゾンビのように、思いのままに操ることができる少年。もともと彼は、中国の術者が作り上げた「作品」であったが、術者の死亡によって自由となった。日本にきた経緯は不明。
『グレイ』という名前は、同居するにあたって真白がつけた名前。
レイン 〜死霊術師〜
グレイと同じく、術者によって作り上げられた少女。レインとグレイを作った術者はライバル同士であり、自分たちの「作品」を戦わせて術者としての技量を競っていたが、あるときの試合で、術者たちはお互いに「ひそかに術者のほうを殺せ」とグレイとレインに命令したので、結果として、術者は両者ともに死亡した。
真白からもらった『レイン』という名前を気に入っている。

### 柏木クロスの真っ赤な死
柏木 十字架（かしわぎ くろす） 〜ヒーロー〜
ジェノサイダーの一員。「37564人目の悲劇」で、No.37564に倒されて以来入院。放り投げられたときに針山真吉の車を破壊した容疑で逮捕される。その後一度殺されるがグレイとレインの手によりゾンビとなってよみがえり、「子供の笑顔を守る」という信念に従い、行動し続ける。
博士
ジェノサイダーを統括する司令塔。
実は彼はクロックの幹部でもあり、また魔法の国の役人とのつながりもある。魔法を科学で解明しようとしている。
偽運転手
小学生の少女を殺し、その後にその少女に呪い殺された偽タクシー運転手の亡霊。少女の霊が平行世界に行ったことにより彼女から解放されたが、グレイとレインがその少女の死体を発見し、少女の霊のこの世に残っていた部分が集まったため、それに再び吸収される。

## 用語解説

### 魔法少女893号
魔法の国
サマーの故郷。魔法によって治安維持を行っており、1500年の歴史で、犯罪者は893人しかいない。
地獄
魔法の国の罪人が送られる地。住人の魔力を吸い取り、気力を奪ってしまう。昔、この場所の一部分が針山さんのいる世界に召喚された。それが今の光島である。
阿弥陀組（あみだぐみ）
市の外れを縄張りとする小さなヤクザの組織。組長が病気で床に伏せっており、若頭である銀島が事実上組を支えている。
丸跋組（まるばつぐみ）
阿弥陀組と抗争中の組織。主に市街地を縄張りにしている。
「としれじぇ」の斧男に麻薬を売っており、そのことがきっかけで阿弥陀組との抗争が始まった。

### 拝啓、光の勇者様
光島
福島県のいわき市から、東に300km強の位置にある離島。東京都に属し人口約2000人。
江戸時代の中期に想像を絶する飢饉が起こった（一説には魑魅魍魎が現れた）とき、まじない師が神託に従い36人の生贄をささげて神を呼ぼうとした結果替わりに異世界から呼び出された島。その島には生贄となったはずの36人とまじない師が住むこととなり、現代では人口が約2000人まで増えた。島自体に意志があるらしく、島に衛星によるブロードバンド設備ができたことをきっかけとして、島の住人たちの持つ「勇者像」を用いて、彼らを勇者にした。
光来神社
マヤの家であり光島を呼んだまじない師が建てた神社。島のほぼ中央に存在する。

### としれじぇ2 〜たくしぃえれじぃ〜
ジョン＝デルタ
コダマ、ストレーガ、クラリタスによるバンド。アルバムのジャケットのイラストを針山が担当している。
後書きで甲田学人に謝辞を述べていたのは、『ジョン＝デルタ』は甲田学人の創作したキャラクターであるため。同じ名を持つ存在の一人をレンタルした形になっている。
幽霊
この小説における幽霊とは、『特殊な情報の塊』『電気信号のやり取りの結果である意識の集合』のようなものと定義され、呪いなどもそれに基づいて述べられている。
所座輪市
平行世界の埼玉県にある町。この平行世界は所沢市のある世界に似ているが、いくつか異なる点がある。

### 37564人目の悲劇
クロック 〜悪の組織〜
多摩湖の地下に本拠地を置く、アニメや特撮に登場する「悪の組織」をそのまま具現化したような組織。名前の由来は、総統が持つ洗脳能力によって、彼らが起こした事件に巻き込まれたものの記憶が消えてしまい、その間の時間が消えてしまったかのようになるため。また、その洗脳能力のため彼らは堂々と姿を現すのにもかかわらず、ニュースなどになったことはない。針山真吉がデザインしたシンボルマークを持っている。有紀やNo.37564はそのデザインをかなり気に入っている。
ジェノサイダーによって、本拠地が壊滅したのちは針山家の近くにあるマンションに新たなアジトを置く。
撃滅戦隊ジェノサイダー
クロックと敵対している5人組のヒーロー。この戦隊はもともとはかつて放映されていた架空の戦隊であり、クロックを裏切った「博士」がジェノサイダーの一員を名乗る4人の光島出身者を利用して作り上げ、残る一名に洗脳した柏木十字架をあてがった。その後柏木十字架が入院してしまったが、新たにジェノサイダーを名乗る光島の出身者をレッドにした。

### THE DON'T OF THE DEAD
ゾンビ
呪術によって生き返った死体。グレイやレインには、中国・東欧・日本など複数の国や地域の技術が使われている。

### 柏木クロスの真っ赤な死
獄卒戦隊ヘルレンジャー
作中で放映されている戦隊ヒーローの作品。西武園ゆうえんちでヒーローショーも行われている。

### なよ竹の姫君は伝奇パンダの夢を見るか
御伽噺
竹から生まれた少女と疑うことしかできない少年｡

## 既刊一覧
- 成田良悟（著）・ヤスダスズヒト（イラスト）・エナミカツミ（イラスト）、メディアワークス〈電撃文庫〉、既刊3巻（2009年10月10日現在）
  - 『世界の中心、針山さん』、2005年10月10日発売[1]、ISBN 9784840231770
  - 『世界の中心、針山さん（2）』、2007年2月10日発売[2]、ISBN 9784840237246
  - 『世界の中心、針山さん（3）』、2009年10月10日発売[3]、ISBN 978-4048680745